# Новоямська Слобода
Новоя́мська Слобода́ (рос. Новоямская Слобода, ерз. Новоямская Слобода) — село у складі Єльниківського району Мордовії, Росія. Адміністративний центр Новоямського сільського поселення.
Населення — 280 осіб (2010; 373 у 2002).
Національний склад (станом на 2002 рік):
- росіяни — 85 %